# Eleutera
Eleutera là một chi rêu trong họ Neckeraceae.